# Стационе ди Рикади (Вибо Валенција)
Стационе ди Рикади је насеље у Италији у округу Вибо Валенција, региону Калабрија.
Према процени из 2011. у насељу је живело 17 становника. Насеље се налази на надморској висини од 79 м.